# Max Bastelberger
Max Joseph Bastelberger (Würzburg, 19 marzo 1851 – Monaco di Baviera, 1º  gennaio 1916) è stato un entomologo e medico tedesco.
Si era specializzato nelle falene Geometridae e descrisse 351 nuovi taxa.

## Attività tassonomica
Elenco parziale dei taxa da lui descritti:
- Alcis bastelbergeri
- Entephria bastelbergeri
- Dysphania bastelbergeri
- Eupithecia bastelbergeri
- Zamarada bastelbergeri

## Pubblicazioni
- Max Bastelberger, 1905. Beschreibung neuer und Besprechung weniger bekannter Geometriden aus meiner Sammlung. - Entomologische Zeitschrift 19(14 (1. Suppl.)):77.
- Max Bastelberger, 1907. Neue afrikanische Geometriden aus meiner Sammlung. - Internationale Entomologische Zeitschrift, Guben 1:109, 119–120, 135–136, 157, 167–168.
- Max Bastelberger: Weitre Neubeschreibungen exotischer Geometriden in meiner Sammlung. Jahrbücher des Nassauischen Vereins für Naturkunde, 61: 78-87, Wiesbaden 1908.
- Max Bastelberger: Besprechung und Beschreibung einiger neuer oder sonst interessanter Arten von exotischen Geometriden im Naturhistorischen Museum zu Wiesbaden. Jahrbücher des Nassauischen Vereins für Naturkunde, 61: 72-77, Wiesbaden 1908
- Max Bastelberger: Beschreibung neuer exotischer Geometriden aus meiner Sammlung. Entomologische Zeitschrift, 22: 158-159, Stuttgart 1908.